# アンドレイ・イヴァノヴィチ (トゥーロフ公)
アンドレイ・イヴァノヴィチ（ロシア語: Андрей Иванович、ベラルーシ語: Андрэй Іванавіч、1195年 - 1223年）はトゥーロフ=ピンスク・イジャスラフ家出身のトゥーロフ公である。トゥーロフ公イヴァン・ユーリエヴィチの子と考えられている。キエフ大公ムスチスラフの娘を妻とした。
1223年のカルカ河畔の戦いでは、右岸に布陣してモンゴル帝国軍を迎え撃ったが敗北し、義父ムスチスラフ、ドゥブロヴィツァ公アレクサンドルらと共に捕虜となった。モンゴル軍は捕虜となった彼らを寝かせた上に板を敷き、その上で宴会を行うという方法でアンドレイらを圧死させた。アンドレイ死後のトゥーロフ公の地位はウラジーミルが継いだ。

## 子
- ユーリー(be) - トゥーロフ公（1228年 - ?）